# フレデリック・ロー・オルムステッド・ジュニア

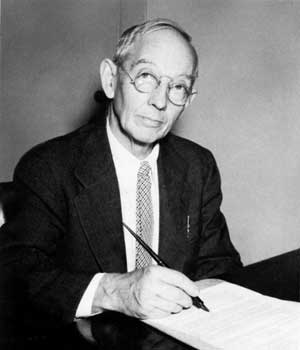

フレデリック・ロー・オルムステッド・ジュニア（Frederick Law Olmsted, Jr.、1870年7月24日 - 1957年12月25日）は、アメリカ人ランドスケープアーキテクト。弟のジョン・チャールズ・オルムステッドとともに父フレデリック・ロー・オルムステッドの会社を承継し、オルムステッド兄弟社 (Olmsted Brothers) に改組し活動した。野生動物の保護活動で知られ、国立公園へ生涯のコミットメントを持ちつづけ、アカディア、エバーグレーズ、ヨセミテといった国立公園のプロジェクトにも数多く取り組んだ。メリーランド州ヨセミテとオルムステッド島グレートフォールズポトマック河畔のオルムステッドポイントは、彼にちなんで命名されているもので、レッドウッド国立公園のオルムステッドグローブは、彼に1953年に捧げられたものであるが、同じ年にパグスリーゴールドメダルを受賞している。アメリカ公園協会ASLA創設メンバーであり、後にアメリカ造園協会長も歴任している。

## 作品
ジュニアの手がけたプロジェクトは、国レベルでは国立公園の制定や管理手法の形成、晩年では、カリフォルニア州の沿岸レッドウッドシティ (カリフォルニア州)の環境保護策なども手がけている。首都ワシントンではナショナルモール、ジェファーソンメモリアル、ホワイトハウスの敷地、およびロッククリーク公園、などがある。
1898年にチャールズ・エリオットや弟らと手がけたボストンのフェアバンクス・ネポンセットバレーパークウェイはマサチューセッツ州の歴史的な公園・パークウェイとして、2005年に国家歴史登録文化財に登録されている。
このほか、エルム・パーク（ウースター、サンフランシスコのゴールデンゲート・パーク、ポートランドの観光名所のひとつ、ワシントン・パーク、1930年代のロサンゼルス都市計画案、日本の田園調布の手本とされたセント・フランシス・ウッド、ボランティア・パークとして知られるシアトル・シティパークのデザイン改善、シアトルのグリーン・レイク・パーク、また、フロリダ州ウェールズ・タワーガーデンズ湖、ニューヨーク・フォレストヒルズガーデン、トーランスやデトロイト（実業団体からの依頼、1905年）マサチューセッツ州ホールヨーク（地方政府からの依頼、1907年）ニューヨーク州ウテイカ（実業団体からの依頼、1908年）の各都市基本計画なども手がけた。
コーネル大学のレイアウトプランニングでは、テラススタイルのマスタープラン原案として大規模なアートクワッドとリブ斜面を担当している。

## 経歴
ニューヨーク・スタテン島でオルムステッド・シニアとメアリーの息子、ジョン・チャールズ・オルムステッドの異父兄弟として生まれた。
ロクスベリー・ラテン・スクールを1890年に卒業後、有名な父の弟子として、シカゴ万国博覧会（1893年）、ノースカロライナ州の資産家ジョージ・ヴァンダービルトの最大規模不動産開発地であったビルトモア・エステートの初期段階という、父の仕事で2つの重要プロジェクトでキャリアを始めた。その後ハーバード大学に進学し、1894年には同大で学士号を取得、1895年に父の事務所のパートナーとなった。その後まもなく父が引退、ジュニアと弟ジョンらが会社を継いだ。通常、オルムステッド兄弟といった場合はこのジュニアとジョンを指す。
その後半世紀の間、オルムステッド兄弟の会社はアメリカ全土のランドスケープ・プロジェクトの数千を手がけている。特に1890年代には、南北戦争後の南部都市アトランタ、シャーロット、ナッシュヴィルなどは成長するにつれダウンタウン地区が市街地として発展し、住宅地を周辺部に追いやることになる。このため南部都市の起業家らは、所有の郊外地開発をオルムステッド兄弟やジョン・ノーレン (John C.Nolen) といった有名どころのデザイナーに委託し、鉄道建設とあわせて郊外造成地を数多く出現させていくことになる。
1900年には、母校ハーバード大学へ造園教育の正規課程を開設のため招聘される（現ハーバード大学デザイン大学院）。1901年、セオドア・ルーズベルト大統領によって、コロンビア特別区の一般的にマクミラン委員会として知られている上院パーク改善委員会のメンバーとしてダニエル・バーナム、チャールズ・マッキムとオーガスタス・セントゴーデンスなどとともに任命され、チャールズ・ランファンのワシントンD.C.都市計画を前世紀の旧計画をみなし、計画条件を現在の状況に合わせて再構成する事業に参加した。
1910年、アメリカ市民協会から国立公園の新担当局開設についての顧問に招聘される。1920年、都市圏における公園システムや全国スリーンウェイズの計画を策定する。1928年、カリフォルニア州の公園とレクリエーション場を管理するカリフォルニア州立公園委員会は、オルムステッドに長期的な目標の提言を求め、取得と国家の発展のためのガイダンスを提供して公園や地域に関する州全体の調査を担当する。
ジョンとオルムステッド・ジュニアのオルムステッド兄弟社は、1930年代初頭のピーク時にはほぼ60名を採用した。オルムステッド・ジュニアの最後の遺族の一員は、1949年に引退している。